# JuJu Records
Juju Records var ett Skånebaserat oberoende skivbolag, grundat 1999. Bolaget gav främst ut hiphop och reggaemusik.
Skivbolaget drev även Juju Publishing (Soul Supreme, Breakmecanix, Flyphonic) och Motrock (Helt Off). Mikael "Misan" Wadström och Claes Uggla som drev Juju Records tillsammans med Timbuktu, Måns Asplund, Attila Galaczi och Mårten "Moe" Sakwanda drev även Pope Records.
Skivbolaget grundades bland annat för att Timbuktus tidigare grupp Excel lagts ner av Warner Music. Bolagets första album T2:Kontrakultur släpptes i oktober 2000. JuJus musik såldes enbart i fysiska format fram till oktober 2018 när musiken började släppas på strömningstjänster.

## Artister
Bland artister och producenter som givit ut skivor på JuJu Records finns:
- Timbuktu
- Breakmecanix
- J-Ro
- Mobbade barn med automatvapen
- Organism 12 (enbart skivan Petar på döda saker med pinnar varefter man gick skilda vägar.[3])
- Chords
- Helt Off
- Sedlighetsroteln
- Pst/Q
- Zoro
- Spotrunnaz
- Fjärde Världen[4]